# Угочанська жупа
́Угоча, Угоч́анський коміт́ат (угор. Ugocsa vármegye) — історичний комітат в північно-східній частині Угорського королівства, який межував з комітатом Мармарош на сході, комітатом Береґ на півночі та північному заході, а також Сатмарським комітатом на півдні. Найменший комітат Угорського королівства. Адміністративний центр — місто Севлюш (угор. Nagyszōllös, нині — м.Виноградів). Комітат Уґоча існував до 4 червня 1920 року. Сьогодні 2/3 території комітату розташовані в межах Закарпатської області України, 1/3 — в межах Румунії.

## Географія
Комітат Угоча охоплював 1213 км². Більша частина території комітату розташовувалась на рівнинній місцевості в долині річки Тиса, тільки зі сходу та північного-сходу комітат прилягав до гірського масиву Тупий. Згідно з сучасними адміністративними кордонами колишній Уґочанський комітат включав Виноградівський, невеликі частини заходу Хустського та півдня Іршавського районів Закарпатської області України, а також частину сучасного повіту Сату-Маре в Румунії.

## Історія
Наприкінці 80-х років XII століття Угорське королівство просуває свої кордони до передгір'їв Карпат настільки, що тут поширюється її комітатський державнотериторіальний устрій у вигляді Ужанської, Боржавської та Уґочанської жуп.
Комітат Уґоча в письмових джерелах вперше згадується в другій половині XII столітті як королівський мисливський маєток (угор. Ugocsai erdőispánság). У 1299 році королівський комітат набув статусу дворянського — місцевій шляхті надавались певні привілеї та право на загальних зборах вирішувати важливі питання, зокрема обирати свого лідера — ішпана. Натомість знать повинна була нести королівську службу з охорони кордонів королівства та формувати загони дворянського ополчення.
Назва комітату походить від назви села Уґоча, що вперше згадується в документі за 1313 рік, в якому йшлося про затвердження пароха о. Петра з Севлюша на посаді митрополита. Вдруге Уґоча згадується в 1332–1337 роках у папській десятинній відомості як місцевість із власним священиком.
З другої половини XIII століття резиденцією ішпанів Уґочі стає містечко Кіральгаза (угор. Királyháza, нині — смт. Королево). Спадковими ішпанами Уґочанського комітату протягом століть були представники роду Перені.
В XIV столітті до Уґочі приєднано територію замкового маєтку Шашвар (угор. Savári várispánság), розташованого на околицях села Тросник (угор. Tiszasásvár).
У XIX столітті адміністративним центром комітату стає місто Севлюш.
В 1910 році площа Уґочанського комітату становила 1213 км².
Після утворення ЗУНР українська етнічна частина комітату повинна була увійти до її складу згідно з «Тимчасовим основним законом» від 13 листопада 1918 року.
У 1920 році згідно з Тріанонським договором більша частина Уґочі ввійшла до складу Чехословацької республіки, решта, 404 км² — до складу Румунського королівства. У 1923 р. незначна частина комітату Уґоча, яка залишалась у складі Угорщини, увійшла до новоствореної адміністративної одиниці — об'єднаного комітату Сатмар-Угоча-Берег (hu:Szatmár, Ugocsa és Bereg k.e.e. vármegye).
Після Першого Віденського арбітражу Уґочанський комітат опинився у складі Королівства Угорщина, а його кордони відновлено у попередніх межах. Того ж року шляхом злиття утворено об'єднаний комітат Береґ-Уґоча. У 1940 році, після Другого Віденського арбітражу, об'єднаний комітат було знову розформовано на дві окремі адміністративні одиниці. В 1941 році площа комітату Уґоча становила 894 км².
У 1945 році більша частина комітату ввійшла у складі Закарпатської України до СРСР, а з 1991 року ввійшла до складу України. Інша частина у складі повіту Сату-Маре ввійшла до Румунського королівства, а також у складі медьє Саболч-Сатмар (з 1990 року Саболч-Сатмар-Береґ) — до Угорщини.

## Населення
Переважна частина Уґочі була заселена русинами — українцями, жили також угорці, євреї, нечисельна община німців та на півдні невелика група румунів. Після переведення в 1791—1792 рр. початкових шкіл з української мови на угорську в результаті шаленої мадяризації угорці в 1910 році обігнали русинів-українців за своєю чисельністю.

### 1891
Кількість жителів Уґочанського комітату в 1891 році нараховувала 75,461 тис.осіб і складалася з наступних мовних спільнот, серед них:
Населення:
- Русини: 32,076 (42,51 %)
- Угорці: 28,852 (38,23 %) — за мінусом (12,7 %) євреїв, яких рахували тільки за віросповіданням.
- Румуни:8,830 (11,70 %)
- Німці: 5,447 (7,22 %)
- Словаки: 40 (0.0 %)
- Інші або невідомо: 216 (0.3 %)

### 1900
Кількість жителів Уґочанського комітату в 1900 році нараховувала 83,316 тис. осіб і складалася з наступних мовних спільнот:
Населення:
- Угорці: 35,702 (42,9 %) — за мінусом (12,7 %) євреїв, яких рахували тільки за віросповіданням.
- Русини: 32,721 (39,3 %)
- Румуни: 9,270 (11.1 %)
- Німці: 5505 (6,6 %)
- Словаки: 16 (0.0 %)
- Хорвати: 3 (0.0 %)
- Серби: 1 (0,0 %)
- Інші або невідомо: 98 (0.1 %)

За даними перепису 1900 року, комітат складався з наступних релігійних громад:
Релігійні громади:
- Греко-католики: 52,417 (62,9 %)
- Кальвіністи: 12,928 (15,5 %)
- Євреї: 10556 (12,7 %) — юдеї за віросповіданням, зачислялися в перепису до угорців.
- Католики: 7,264 (8,7 %)
- Лютерани: 108 (0,2 %)
- Православні: 14 (0.0 %)
- Унітарії: 10 (0,0 %)
- Інші або невідомо: 9 (0,0 %)

### 1910
Кількість жителів Угочанського комітату в 1910 році нараховувала 91,755 тис.осіб і складалася з наступних мовних спільнот:
Населення:
- Угорці: 42,677 (46,5 %) — за мінусом (12,9 %) євреїв, яких рахували тільки за віросповіданням.
- Русини: 34,415 (37,5 %)
- Румуни: 9,750 (10,6 %)
- Німці: 4,632 (5,1 %)
- Словаки: 37 (0.0 %)
- Хорвати: 4 (0.0 %)
- Серби: 1 (0,0 %)
- Інші або невідомо: 239 (0.1 %)

За даними перепису 1910 року, округ складався з наступних релігійних громад:
Релігійні громади:
- Греко-католики: 57,550 (62,7 %)
- Кальвіністи: 14,002 (15,3 %)
- Євреї: 11,850 (12,9 %) — юдеї за віросповіданням, зачислялися в перепису до угорців.
- Католики: 8,173 (8,9 %)
- Лютерани: 120 (0.1 %)
- Православні: 48 (0.1 %)
- Унітарії: 8 (0,0 %)
- Інші або невідомо: 4 (0,0 %)

## Адміністративний поділ
| Округи                                                  | Округи              |
| Округ                                                   | Адм. центр          |
| ------------------------------------------------------- | ------------------- |
| Тисаниннен (угор. Tiszáninneni járás — Передтисянський) | Виноградів, Україна |
| Тисантул (угор. Tiszántúli járás — Затисянський)        | Халмеу, Румунія     |

## Символіка

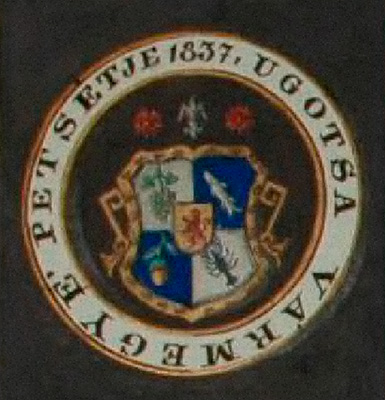
Гербова печатка 1837 року

В 1715 році король Угорщини Карл III подарував Уґочі гербову печатку з круговим написом на латині «SIGILLVM
COMITATVS DE VGOCHA». У 1837 році цісар Фердинанд V підтверджує печатку.
Герб на печатці являв собою іспанський щит, розсічений та перетнутий на чотири поля, з центральним щитом та обрамленням золотого кольору. В першому срібному полі зображено зелене гроно винограду на стеблі з листям. У другому синьому полі — поперек поля повернута ліворуч риба. В третьому синьому полі — золотий жолудь із зеленими стеблом та листям. В четвертому полі — поперек поля ліворуч повернутий рак. В центральному щиті червоного кольору — повернутий ліворуч лев золотого кольору, що стоїть на задніх лапах. На обрамленні герба розміщено 23 жолуді. Над щитом розташована срібна лілія, праворуч та ліворуч від неї — дві червоні троянди.
Лев на гербі Уґочанського комітату походив з родинного герба Перені.